# Осада Кхешани
Осада Кхешани (англ. Battle of Khe Sanh) — сражение между Народной армией Вьетнама и Корпусом морской пехоты США за военную базу Кхешань (Кхесань) во время Вьетнамской войны. По оценке американской историографии, осада Кхешани стала самым долгим сражением войны с участием сил США и завершилась победой оборонявшей базу морской пехоты. Позднее база была оставлена, что позволило утверждать о своей победе и северовьетнамской стороне. Осада Кхешани является одним из наиболее известных и знаковых сражений Вьетнамской войны.

## Кхешань
База Кхешань была построена в 1962 году как лагерь гражданских сил самообороны Южного Вьетнама в одноимённом населённом пункте горного района Южного Вьетнама, недалеко от демилитаризованной зоны (ДМЗ) и лаосской границы. В конце 1966 года Силы специального назначения Армии США перебрались в новый лагерь (Лангвей) к юго-западу от Кхешани, а база была занята подразделениями морской пехоты США. Она была самой западной точкой «линии Макнамары», строительство которой разворачивалось в это время с целью остановить проникновение северовьетнамских подразделений через ДМЗ. Кхешань использовалась как тренировочная база для бойцов племени тхыонгов, придерживавшихся антикоммунистических взглядов, и как отправной пункт для подразделений специального назначения, занимавшихся разведкой на «тропе Хо Ши Мина».
Командующий американскими войсками в Южном Вьетнаме генерал Уильям Уэстморленд считал Кхешань стратегическим пунктом и важнейшей базой в случае получения разрешения от политического руководства США на проведение операции против «тропы Хо Ши Мина» в Лаосе (чего так и не произошло). Однако командование Корпуса морской пехоты, отвечавшее за ведение боевых действий в северных провинциях страны, скептически относилось как к самой базе, считая её не имеющей никакого военного значения, так и к строящейся «линии Макнамары». Для охраны базы оно было вынуждено постоянно держать на ней батальон, который тем самым отвлекался от проведения наступательных операций в других местах.
До 1967 года в районе Кхешани почти не велось боевых действий, и база практически не играла роли в идущей войне. В связи с этим командование решило оставить в Кхешани лишь одну роту. Как выяснилось, именно в этот момент севернее базы концентрировались крупные северовьетнамские силы, готовившиеся захватить её. Противник был случайно обнаружен 24 апреля небольшим патрулём. В следующие две недели на высотах, господствующих над базой, шли ожесточённые бои, через которые в конечном счёте прошли два батальона морской пехоты. Северовьетнамцы понесли большие потери и отступили — первая попытка взять Кхешань провалилась. До конца года обстановка в районе базы оставалась спокойной, хотя к началу зимы участились сообщения разведки о концентрации здесь сил противника. Центр боевых действий в районе ДМЗ переместился к Контхиену.
К исходу 1967 года морская пехота США в провинции Куангчи занимала в основном оборонительные позиции вдоль ДМЗ. У американского командования было слишком мало войск для того, чтобы одновременно продолжать наступательные операции и обеспечивать безопасность строительства «линии Макнамары». Северовьетнамская армия активизировала действия накануне готовящегося Тетского наступления. Ещё в августе 1967 года стало ясно, что любая колонна снабжения, идущая по единственному наземному пути к Кхешани (дорога № 9), подвергается угрозе попасть в засаду. С этого момента снабжение базы осуществлялось только по воздуху. В сентябре была осаждена база Контьен, выдержавшая многодневный артиллерийский и ракетный обстрел с участием орудий калибром до 152 мм. В декабре американская разведка получила информацию о том, что две дивизии северовьетнамской армии выдвигаются в направлении Кхешани.
- План военной базы Кхешань
- Провинция Куангчи и база Кхешань в её западной части

## Осада
В январе 1968 года командованию США было уже очевидно, что противник собирается предпринять крупномасштабные действия возле Кхешани. Уэстморленд принял решение организовать для гарнизона базы постоянную авиационную поддержку с привлечением тактической и стратегической (бомбардировщики B-52) авиации — этот план получил кодовое название «Ниагара». Кроме того, на базу были переброшены дополнительные силы, и к концу января Кхешань оборонял усиленный полк (26-й полк 3-й дивизии морской пехоты в составе четырёх американских батальонов и батальона южновьетнамских рейнджеров), подразделения которого занимали не только саму базу, но и высоты северо-восточнее неё, за которые велись бои в прошлом году. Командовал этими силами полковник Дэвид Лаундс (англ. David Lownds).
20 января часовым на периметре базы добровольно сдался северовьетнамский младший офицер, сообщивший, что в ближайшие часы база будет атакована. Утром 21 января Кхешань подверглась сильному артиллерийскому обстрелу, в ходе которого было уничтожено главное хранилище боеприпасов. Одновременно наземной атаке подверглись пост морской пехоты на высоте 861 и деревня Кхешань в нескольких километрах от самой базы. Морские пехотинцы отразили атаку на высоте, но деревня была потеряна. В этот же день началась основная фаза операции «Ниагара».
Непосредственно в районе базы находились две полные дивизии северовьетнамской армии — 304-я и 325C — а также по меньшей мере два полка из других дивизий. Как утверждал министр обороны Северного Вьетнама Во Нгуен Зяп, целью осады Кхешани было отвлечь внимание и силы противника накануне намеченного на конец января Тетского наступления. Некоторые американские авторы подвергают это утверждение сомнению, полагая, что истинной целью северовьетнамцев был захват базы, что стало бы серьёзным поражением для США. Существует неясность и по вопросу того, осуществлял ли Зяп личное руководство боевыми действиями из полевого штаба возле базы. В своём скандально известном интервью итальянской журналистке Ориане Фаллачи Зяп подчеркнул, что Кхешань не была и не могла стать повторением Дьенбьенфу. Но высшее американское руководство восприняло сосредоточение крупных сил противника вокруг базы именно как попытку вьетнамцев повторить успех Дьенбьенфу — сражения 1954 года, в котором вьетнамская армия после двухмесячной осады захватила хорошо укреплённую французскую крепость. Как считается, именно поражение при Дьенбьенфу окончательно заставило Францию пойти на подписание Женевских соглашений и отказ от своих колоний в Индокитае. Именно такая параллель проводилась американскими средствами массовой информации, и это серьёзно беспокоило президента Линдона Джонсона. Он постоянно следил за событиями в Кхешани (для чего в Белом доме был создан специальный макет базы) и распорядился отдавать поддержке осаждённого гарнизона приоритет по сравнению со всеми другими операциями во Вьетнаме.
Одним из ключевых факторов, предопределивших исход сражения, стала американская огневая мощь. Ежедневно вся местность, прилегающая к базе, подвергалась интенсивным авианалётам и артиллерийским обстрелам. В пиковые моменты каждые 90 минут совершался налет трёх бомбардировщиков B-52, каждый из которых нёс 27 т бомб. Северовьетнамские войска тщательно маскировали свои позиции, и большую роль в их обнаружении играли акустические датчики, разбрасывавшиеся американскими самолётами. Эти датчики позволяли своевременно обнаружить передвижение большой группы людей. Эффективность такого наведения была столь высокой, что северовьетнамские войска оказались неспособны сконцентрировать достаточное для успешной наземной атаки число подразделений, не подвергая их риску крупных потерь ещё до начала наступления. Типичным примером этого были события 29 февраля — 1 марта, когда база была трижды атакована силами полка, но каждый раз шедшие в атаку подразделения попадали под сильнейшее огневое воздействие авиации и артиллерии, что позволило оборонявшему данный сектор южновьетнамскому батальону рейнджеров легко отразить нападение. Фактически за всю осаду Кхешани силы Народной армии Вьетнама организовали всего несколько атак батальонного или полкового уровня, добившись успеха дважды: им удалось взять деревню Кхешань и лагерь спецназа Лангвей. Ни один из американских аванпостов на высотах вокруг базы взят не был, как и ни один сектор самой базы. После 1 марта наземные атаки вообще прекратились.
Лагерь Лангвей был взят в ночь на 7 февраля 1968 года. Он оборонялся несколькими сотнями ополченцев из местных племён под руководством «зелёных беретов» и остатками батальона лаосской армии, вынужденно перешедшего границу после начала северовьетнамского наступления в южном Лаосе. Противник атаковал лагерь ночью, из-за чего авиационная поддержка защитников Лангвея была крайне ограниченной. Кроме того, в ходе штурма северовьетнамские войска успешно использовали танки ПТ-76 — это был второй случай использования коммунистическими силами танков в Южном Вьетнаме.
Основным способом ведения осады стали регулярные артиллерийские и миномётные обстрелы. Ежедневно по базе выпускались сотни снарядов и мин (максимальное число за один день — 1307). Пассивная оборона и постоянные обстрелы негативно сказывались на моральном состоянии защитников Кхешани. Условия жизни в осаде были достаточно тяжёлыми, особенно остро чувствовался дефицит воды; по воспоминанию одного морского пехотинца, нёсшего службу на аванпосте в горах, на все нужды у него была половина фляги в день. База полностью зависела от «воздушного моста», и каждый самолёт, садившийся в Кхешани, встречал плотный зенитный огонь. В отличие от Дьенбьенфу, потери транспортной авиации при снабжении осаждённого гарнизона оказались очень невелики, но полёты в район Кхешани всё же были очень небезопасными. После того, как вьетнамцам 10 февраля удалось сбить транспортный C-130, американское командование ввело запрет на посадку самолётов этого типа на аэродроме осаждённой базы. Доставку грузов посадочным способом продолжали не такие большие (и, соответственно, менее уязвимые для зенитного огня) самолёты C-7 и C-123. Такое ограничение серьёзно усложнило снабжение гарнизона, суточные потребности которого оценивались в 235 т грузов, так как C-130 был наиболее вместительным из имевшихся самолётов. Тогда стал практиковаться сброс грузов на парашютах. Труднее всего оказалось снабжать аванпосты в горах; для этого использовалась методика, получившая название Super Gaggle — грузы доставляла большая группа вертолётов, которую прикрывала такая же группа штурмовиков A-4, подавлявшая выявленные огневые точки противника.
Осада Кхешани рассматривалась американским командованием как возможность в полной мере использовать огромную огневую мощь сил США против крупных сил противника. Как правило, в ходе Вьетнамской войны такой возможности не было, так как НФОЮВ и северовьетнамская армия предпочитали вести партизанскую войну, а географические условия Южного Вьетнама позволяли успешно избегать обнаружения даже целым батальонам. Однако даже огневая мощь не гарантировала удержания базы. Американские средства массовой информации уделяли осаде очень большое внимание, и было очевидным, что падение Кхешани стало бы очень крупным успехом коммунистических сил, если не военным, то пропагандистским. Ежедневные репортажи о ситуации вокруг базы и продолжающемся Тетском наступлении производили сильное впечатление на американское общество. В конце февраля один из известнейших телеведущих Уолтер Кронкайт предрекал, что Кхешань обречена пасть. Именно в это время произошло нечто необъяснимое: северовьетнамские войска начали отступать.

## Конец сражения
Ещё в первой половине февраля несколько батальонов северовьетнамских войск, находившихся под Кхешанью, были переброшены в Хюэ. Город Хюэ, один из трёх крупнейших городов Южного Вьетнама и бывшая резиденция императора, был почти полностью захвачен в самом начале Тетского наступления и возвращён под контроль американских и южновьетнамских войск лишь после двух с половиной недель чрезвычайно упорных боёв. Исследователи по-разному трактуют факт переброски войск из одного сражения в другое, но с этого момента, скорее всего, северовьетнамское командование отказалось от идеи захвата базы (если такая вообще имелась). К середине марта появились явные признаки того, что противник отступает от базы; по мнению военного историка Филиппа Дэвидсона, в начале месяца осада фактически завершилась. 30 марта осаждённые американские войска впервые с января совершили наступательную акцию против позиций противника, хотя сопротивление оказалось значительным. К исходу месяца общее улучшение ситуации после Тетского наступления и переход союзников в контрнаступление по всему Южному Вьетнаму привели к созданию благоприятных условий для деблокирования базы. Основную роль в этом должна была сыграть 1-я кавалерийская (аэромобильная) дивизия при поддержке морской пехоты.
Операция «Пегас» (англ. Pegasus) началась 1 апреля. Морские пехотинцы продвигались на запад вдоль дороги № 9, а подразделения 1-й кавалерийской дивизии совершили серию «скачков» в том же направлении с применением вертолётов. Одновременно гарнизон Кхешани начал проводить более агрессивное патрулирование на увеличенные дистанции. Стычки с противником были спорадическими. 8 апреля первое подразделение деблокирующих сил вступило на территорию базы, формально поставив точку в 11-недельной осаде. 15 апреля операция «Пегас» завершилась.
26-й полк морской пехоты был выведен из Кхешани и удостоен президентской благодарности (официальная награда, вручаемая отличившимся подразделениям). Исход сражения рассматривался как значительная победа, поскольку база осталась в руках морской пехоты, а противник понёс очень тяжёлые потери. Но общее положение дел по вьетнамскому вопросу не способствовало большому празднованию. Америка вступила в четвёртый год своей войны во Вьетнаме, ширились антивоенные протесты. Тетское наступление убедило большинство рядовых американцев в том, что противник не выдохся, как утверждали президент Джонсон и генерал Уэстморленд, а способен на проведение широкомасштабных и эффектных операций. Разведка сообщала, что северовьетнамские войска перегруппировываются и могут вернуться в район Кхешани во второй половине года. Новая осада могла усилить антивоенные настроения в США. О возможности вторжения в Лаос уже не шло и речи. Кроме того, отразив Тетское наступление, силы союзников перешли к активным наступательным действиям, преследуя уже ослабленного огромными февральскими потерями противника. Оборонительная «линия Макнамары» была заброшена, и её строительство более не возобновлялось. Таким образом, к середине 1968 года военная база Кхешань внезапно лишилась всего, что ранее делало её удержание целесообразным. В июне покинул свой пост и главный сторонник стратегического значения Кхешани — Уильям Уэстморленд. Ему на смену пришёл Крейтон Абрамс, одним из первых распоряжений которого было оставление базы. Все оборонительные сооружения были полностью уничтожены, и к 6 июля последний американский солдат покинул бывшую базу, которая напоследок подверглась разрушительному налёту B-52. Развалины почти сразу же были заняты северовьетнамскими солдатами. Впрочем, и они не стали пытаться удерживать место, не имеющее никакой ценности. В 1971 году в рамках подготовки вторжения в Лаос база Кхешань была без боя занята и восстановлена войсками США. Она сыграла большую роль в этой операции как тыловой перевалочный пункт и место базирования вертолётов.
В 1972 году Кхешань, переданная южновьетнамским войскам, была вновь занята северовьетнамскими силами во время Пасхального наступления — на этот раз до конца войны.

## Итог
И США, и Вьетнам рассматривают сражение за Кхешань как свою победу. Согласно американской версии, сражение продолжалось с января по апрель и завершилось деблокированием базы, которая осталась в руках морской пехоты. По мнению вьетнамской стороны, осада завершилась лишь в июле — взятием Кхешани. Интересно, что хотя генерал Зяп отрицал намерение взять базу и сравнение её с битвой при Дьенбьенфу, именно её взятие позволяет современным вьетнамским историкам говорить о победе, а надпись на монументе, установленном на месте боевых действий, проводит прямую параллель между Кхешанью и Дьенбьенфу. Это ещё больше затрудняет определение истинных целей Северного Вьетнама в ходе осады.
Американский историк и участник сражения Питер Браш даёт следующую оценку осаде Кхешани:

Если осада Кхешани была лишь уловкой коммунистов, то она была успешной уловкой. Большие американские силы были направлены в этот изолированный район Южного Вьетнама. Тем не менее, в сугубо военном смысле этот отвлекающий манёвр мало повлиял на исход боевых действий во время Тета-1968 <…>. Если Кхешань должна была стать новым Дьенбьенфу, то она была стратегической неудачей коммунистической стороны. В общем и целом, Кхешань мало отразилась на исходе Вьетнамской войны. Рассматриваемая в этом контексте, и с учётом намерений участников [сражения] вначале, Кхешань была полной неудачей для обеих сторон[≡].

## Потери сторон

### Потери США
Согласно официальным публикациям Корпуса морской пехоты США, в ходе осады Кхешани погибли 205 американцев. Эта цифра очень широко распространена, хотя не отражает реальных потерь защитников базы. На самом деле 205 погибших — это потери 26-го полка морской пехоты за время операции «Шотландия» (англ. Scotland, кодовое обозначение его пребывания в Кхешани), то есть с ноября 1967 по март 1968 года, и включает погибших накануне осады; изучение журналов боевых действий и отчётов подразделений, участвовавших в обороне, показывает, что даже эта цифра неточна. В то же время все американцы, погибшие при проведении операции «Пегас», в лагере Лангвей, в сбитых самолётах и вертолётах в районе Кхешани, попадали в статистику потерь соответствующих подразделений, но не в статистику потерь операции «Шотландия». По наиболее достоверной (но не абсолютно точной) оценке, в ходе осады Кхешани погибло около 730 американцев.

### Потери Северного Вьетнама
По официальным данным морской пехоты, за время осады Кхешани подтверждено уничтожение примерно 1600 военнослужащих противника. Точные данные недоступны, так как оценить потери северовьетнамской армии от авианалётов и артиллерийских обстрелов невозможно. Тем не менее, неофициальная оценка определяла потери северовьетнамцев в 10—15 тыс. погибшими.
Официальная вьетнамская история сражения, переведённая на английский язык, сообщает, что с января по июль 1968 года Народная армия Вьетнама потеряла в районе Кхешани около 2500 человек погибшими.